# Wólka Gruszczyńska
Wólka Gruszczyńska (prononciation : [ˈvulka ɡruʂˈt͡ʂɨɲska]) est un village polonais de la gmina de Wilga dans le powiat de Garwolin de la voïvodie de Mazovie dans le centre-est de la Pologne.
Il se situe à environ 21 km à l'ouest de Garwolin (siège du powiat) et à 48 km au sud-est de Varsovie (capitale de la Pologne).
Le village possède une population de 147 habitants en 2003.

## Histoire
De 1975 à 1998, le village appartenait administrativement à la voïvodie de Siedlce.